# Голова Парламенту Молдови
Голова парламенту (рум. Președintele Parlamentului Republicii Moldova) є головою парламенту Молдови. Обирається Парламентом шляхом таємного голосування, не менш як 51 голосом. Установчі збори новообраного законодавчого органу веде найстарший за віком депутат, пізніше, після обрання, голова або один із віцеголів парламенту.
З 29 липня 2021 року головою Парламенту є Ігор Гросу.

## Молдовська Демократична Республіка
| # |  | Ім'я                        | Від                 | Поки                |
| - |  | --------------------------- | ------------------- | ------------------- |
| 1 |  | Йон Інкулец (1884–1940)     | 4 грудня 1917 р     | 9 квітня 1918 року  |
| 2 |  | Костянтин Стере (1865–1936) | 9 квітня 1918 року  | 25 листопада 1918 р |
| 3 |  | Пан Халіппа (1883–1979)     | 25 листопада 1918 р | 27 листопада 1918 р |

## Голови парламентів підрадянською окупацією(1924—1991)

### Голови Тимчасового Революційного Комітету Молдавської АРСР
| Ім'я             | Від                 | До                  |
| ---------------- | ------------------- | ------------------- |
| Григорій Борисов | 12 жовтня 1924 року | 23 квітня 1925 року |

### Молдавська АРСР
Голови Центрального Виконавчого Комітету
Верховної Ради Молдавської АРСР:
| # |  | Ім'я                           | Від               | Поки                |
| - |  | ------------------------------ | ----------------- | ------------------- |
| 1 |  | Григорій Борисов (1880–1937)   | 12 жовтня 1924 р  | 1 травня 1926 р     |
| 2 |  | Тихон Константинов (1898–1957) | 1 липня 1938 року | 28 червня 1940 року |

### Голови Президії Верховної Ради Молдавської РСР
| Ім'я              | Від                  | До                   |
| ----------------- | -------------------- | -------------------- |
| Микита Салогор    | 8 лютого 1941 року   | 13 травня 1947 року  |
| Макар Радул       | 13 травня 1947 року  | 26 березня 1951 року |
| Семен Кожухар     | 26 березня 1951 року | 17 квітня 1959 року  |
| Йосиф Вартичан    | 17 квітня 1959 року  | 4 березня 1963 року  |
| Андрій Лупан      | 4 березня 1963 року  | 11 квітня 1967 року  |
| Сергій Радауцан   | 11 квітня 1967 року  | 14 липня 1971 року   |
| Артем Лазарєв     | 14 липня 1971 року   | 10 квітня 1980 року  |
| Павло Боцу        | 10 квітня 1980 року  | 29 березня 1985 року |
| Михайло Лупашку   | 29 березня 1985 року | 12 липня 1986 року   |
| Йон Чобану        | 12 липня 1986 року   | 17 квітня 1990 року  |
| Мірча Снєгур      | 27 квітня            | 3 вересня 1990 року  |
| Александру Мошану | 3 вересня 1990 року  | 27 серпня 1991 року  |

Голови Президії Верховної Ради Молдавської РСР:
| # | Портрет | Ім'я (Роки життя)             | Термін служби        | Термін служби        |
| - | ------- | ----------------------------- | -------------------- | -------------------- |
| 1 |         | Федір Бровко (1904–1960)      | 10 лютого 1941 року  | 26 березня 1951 року |
| 2 |         | Йон Кодіца (1899–1980)        | 28 березня 1951 року | 3 квітня 1963 року   |
| 3 |         | Кирило Ілляшенко (1915–1980)  | 3 квітня 1963 року   | 10 квітня 1980 року  |
| 4 |         | Іван Калин (1935–2012)        | 19 квітня 1980 року  | 24 грудня 1985 року  |
| 5 |         | Александру Мошану (1934–2018) | 24 грудня 1985 року  | 29 липня 1989 року   |
| 6 |         | Мірча Снєгур (1940–2023)      | 29 липня 1989 року   | 17 квітня 1990 року  |

## Парламент Республіки Молдова
5 червня 1990 року Молдавська РСР (RSS Moldovenească) змінила назву на Радянську Соціалістичну Республіку Молдова (RSS Moldova). Згодом, 23 травня 1991 року, вона прийняла назву Республіка Молдова.
25 квітня 2013 року вперше введено посаду тимчасового голови парламенту Республіки Молдова.
Голови Парламенту Республіки Молдова :
| №  | Портрет                  | Ім'я                      | Початок повноважень | Кінець повноважень | Політична партія |
| -- | ------------------------ | ------------------------- | ------------------- | ------------------ | ---------------- |
| 1  |                          | Александру Мошану         | 27 августа 1991     | 2 лютого 1993      | НФМ              |
| —  |                          | Віктор Пушкаш (в. о.)     | 2 лютого 1993       | 4 лютого 1993      | НФМ              |
| 2  |                          | Петру Лучинський          | 4 лютого 1993       | 9 січня 1997       | АДПМ             |
| 3  |                          | Думитру Моцпан            | 9 січня 1997        | 23 квітня 1998     | АДПМ             |
| 4  |                          | Думитру Дьяков            | 23 квітня 1998      | 20 березня 2001    | ДПМ              |
| 5  |                          | Євгенія Остапчук          | 20 березня 2001     | 24 березня 2005    | ПКРМ             |
| 6  |                          | Маріан Лупу               | 24 березня 2005     | 5 травня 2009      | ПКРМ             |
| 7  |                          | Володимир Воронін         | 12 травня 2009      | 28 серпня 2009     | ПКРМ             |
| 8  |                          | Міхай Гімпу               | 28 серпня 2009      | 28 грудня 2010     | ЛП               |
| —  |                          | Володимир Воронін (в. о.) | 28 грудня 2010      | 30 грудня 2010     | ПКРМ             |
| 9  |                          | Маріан Лупу               | 30 грудня 2010      | 25 квітня 2013     | ДПМ              |
| —  |                          | Ліліана Паліхович (в. о.) | 25 квітня 2013      | 30 травня 2013     | ЛДПМ             |
| 10 |                          | Ігор Корман               | 30 травня 2013      | 29 грудня 2014     | ДПМ              |
| —  |                          | Едуард Смірнов (в. о.)    | 29 грудня 2014      | 23 січня 2015      | ПСРМ             |
| 11 |                          | Андріан Канду             | 23 січня 2015       | 20 березня 2019    | ДПМ              |
| —  |                          | Едуард Смірнов (в. о.)    | 21 березня 2019     | 8 червня 2019      | ПСРМ             |
| 12 |                          | Зінаїда Гречаний          | 8 червня 2019       | 28 квітня 2021     | ПСРМ             |
| 12 | Зінаїда Гречаний (в. о.) | 28 квітня 2021            | 26 липня 2021       |                    | ПСРМ             |
| 13 |                          | Ігор Гросу                | 29 липня 2021       |                    | ПДС              |